# Komm, Trappi, komm!
Komm, Trappi, komm! ist ein Dokumentarfilm des DEFA-Studios für Dokumentarfilme von Siegfried Bergmann aus dem Jahr 1983.

## Handlung
Dieser Film beginnt in einem Großtrappenschongebiet im Bezirk Potsdam der DDR, der Gegend, wo sich noch die meisten dieser seltenen und größten flugfähigen Vögel befinden. Um diese filmen zu können, ohne sie zu stören, werden Kameras mit sehr starken Objektiven eingesetzt. Das Glück ist auf der Seite des Filmteams, denn in der Ferne läuft ein Hahn mit seinen neun Hennen vorbei. Da diese Tiere vom Aussterben bedroht sind, wurde in Buckow, zwischen Brandenburg an der Havel und Rathenow eine Naturschutzstation eingerichtet. Hier beschäftigen sich Mitarbeiter mit der Hege und Pflege der Großtrappen und ihre Auswilderung in die freie Natur.
Aber wie kommen die Vögel in die menschliche Obhut? Eine Trappenhenne legt im Frühjahr etwa zwei bis drei Eier in einem Gelege, von dem aus sie weit über die Felder blicken kann, um rechtzeitig Gefahren zu entdecken. Dazu gehören auch Wiesen, die ausgerechnet zur Brutzeit gemäht werden. Da die Trappen ihre Eier verlassen, wenn sie gestört werden, erhalten die Traktoristen den Auftrag, ein besonderes Augenmerk auf solche Situationen zu richten. Sie entnehmen die Eier dem Nest, halten sie zum Teil am eigenen Körper bis zum Feierabend warm und bringen sie dann zur Naturschutzstation. Hier werden sie in die Brutkästen gelegt, einmal pro Tag entnommen, gewendet und befeuchtet, bis die Küken schlüpfen. Nun übernimmt der Mensch die Mutteraufgaben, so ersetzt eine Bürste die Reinigung der Federn. Kleine Enten- und Hühnerküken können, im Gegensatz zu kleinen Trappen, gleich vom ersten Tag an selbstständig trinken und fressen, die kleinen Trappenkinder sind aber auf Hilfe angewiesen. An schönen Tagen dürfen sie auch schon mal auf den Rasen rumlaufen, wobei sie aber auch auf die Rufe der Pfleger hören. Bei schlechtem Wetter befindet sich ihr Aufenthaltsort in einem Glashaus unter Wärmelampen, aus dem sie auch in die Natur blicken können, die ihnen einmal Heimat sein soll. Ihr Verhalten schauen sich die Jüngeren von den Älteren ab.
An einem Tag im August wird es ernst für Vögel und die Pfleger. Mit einem Fußmarsch, bei dem sich die Trappen nicht von den ihnen bekannten Pflegern entfernen, bis zu der Stelle, wo die Auswilderung stattfinden soll. Weit ab von der Station entsteht ein Gehege, in dem sich die Vögel mit der Umgebung anfreunden und die Selbstständigkeit erlernen können. Nachts wird das Gehege noch bewacht, jedoch können die Trappen am Tag mit dem Erkunden der Natur beginnen. Jeden Abend, wenn der Pfleger ruft, finden sich immer weniger von ihnen ein. Erst wenn alle Tiere dem Gehege fernbleiben, ist auch für die Pfleger die Aufgabe erledigt.

## Produktion und Veröffentlichung
Komm, Trappi, komm! wurde im DEFA-Studio für Dokumentarfilme, Bereich Kinofilm, Arbeitsgruppe Information auf ORWO-Color und 35-mm-Filmmaterial gedreht. Für die Nutzung als Lehrfilm für allgemeinbildende Schulen wurden Kopien auf 16-mm-Filmmaterial hergestellt. Eine erste Vorführung im Kino ist für den 29. Juli 1983 im Treptower Kino in der Sternwarte nachzuweisen.
Die Dramaturgie lag in den Händen von Axel Otten.

## Auszeichnungen
- 1985: 4. Nationale Festival für Kinderfilme der DDR Goldener Spatz: Ehrenpreis der Jury des jungen Publikums[2]